# 能登市ノ瀬駅
能登市ノ瀬駅（のといちのせえき）は、石川県輪島市市ノ瀬町にあったのと鉄道七尾線の駅である。2001年（平成13年）、同線の穴水 - 輪島間廃止に伴い廃駅となった。

## 歴史
- 1935年（昭和10年）7月30日：鉄道省（国鉄）七尾線 穴水 - 輪島間開通と同時に開業[1]。旅客及び貨物の取扱を開始[1]。
- 1960年（昭和35年）4月1日：貨物の取扱を廃止[1]。
- 1961年（昭和36年）3月1日：簡易委託駅化。
- 1972年（昭和47年）3月15日：荷物扱い廃止[2]。無人駅化[3]。
- 1987年（昭和62年）4月1日：国鉄分割民営化により西日本旅客鉄道（JR西日本）の駅となる[1]。
- 1991年（平成3年）9月1日：JR西日本七尾線 七尾 - 輪島間がのと鉄道に転換[1]。同社の駅となる[1]。
- 2001年（平成13年）4月1日：のと鉄道七尾線 穴水 - 輪島間廃止により廃止。

## 駅構造
1面1線のホームと木造駅舎があった。

## 駅周辺
当駅前に市の瀬バス停（北鉄奥能登バス・穴水輪島線）が設置されているが、輪島特急線は当駅より南、石川県道1号七尾輪島線の市ノ瀬バイパス（現道）上に設置されている市の瀬バス停を経由する。

## 駅跡

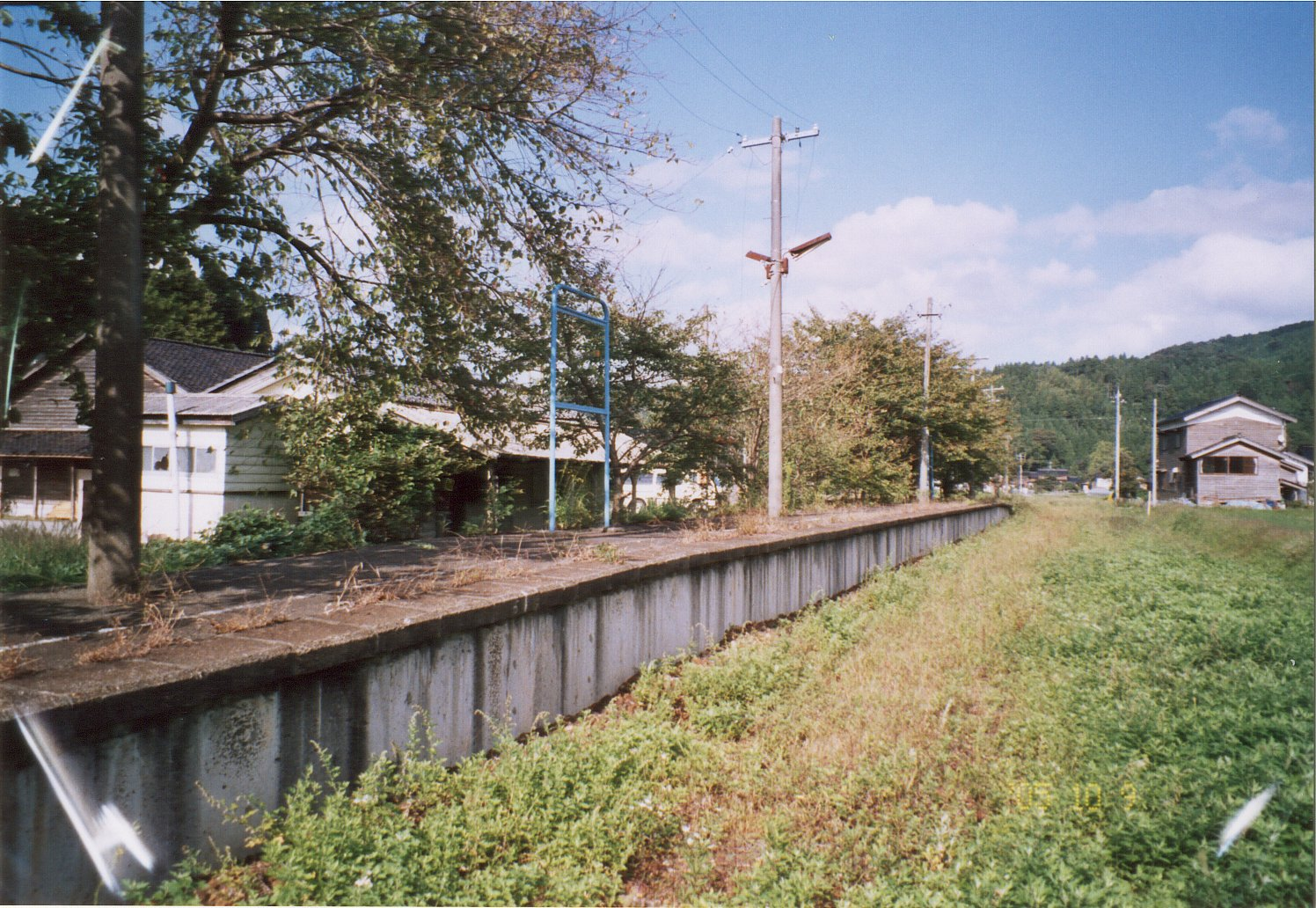
廃止後、施設が残されていた頃の駅構内。輪島側を望む（2005年10月）

少なくとも2006年（平成18年）頃には駅舎とホームがそのまま残っていた。ただし能登三井駅とは異なり駅名標は早期に外されていた。現在は施設が完全に撤去されているが、撤去時期は不明。

## 隣の駅
のと鉄道
七尾線（廃線部分）
能登三井駅 - 能登市ノ瀬駅 - 輪島駅